# Hương Hóa
Hương Hóa là một xã thuộc huyện Tuyên Hóa, tỉnh Quảng Bình, Việt Nam.
Xã Hương Hóa có diện tích 100,29 km², dân số năm 2019 là 2.996 người, mật độ dân số đạt 30 người/km².